# Cynoglossus trulla
Cynoglossus trulla es una especie de pez de la familia Cynoglossidae en el orden de los Pleuronectiformes.

## Distribución geográfica
Se encuentran en las  costas del Mar de la China Meridional, Malasia, Indonesia e Tailandia.